# Lepeophtheirus hummi
Lepeophtheirus hummi är en kräftdjursart som beskrevs av Arthur Sperry Pearse 1952. Lepeophtheirus hummi ingår i släktet Lepeophtheirus och familjen Caligidae. Inga underarter finns listade i Catalogue of Life.